# Canirallus
Canirallus là một chi chim, trước đây được xếp trong họ Rallidae, nhưng sau đó được chuyển xếp trong họ Sarothruridae, nhưng năm 2019 nghiên cứu của Boast et al. cho thấy loài điển hình của chi Canirallus oculeus sinh sống ở châu Phi nằm trong họ Rallidae còn 2 loài còn lại ở Madagascar không có quan hệ họ hàng gần với loài điển hình và thuộc về họ Sarothruridae.

## Các loài
- Canirallus oculeus - gà nước họng xám. Sinh sống ở châu Phi đại lục.

## Chuyển đi
Hai loài chuyển sang chi Mentocrex:
- Canirallus kioloides: Nay là Mentocrex kioloides - gà nước rừng thưa Madagascar.
- Canirallus beankaensis[4]: Nay là Mentocrex beankaensis - gà nước rừng thưa Tsingy.